# チャールズ・ギブソン

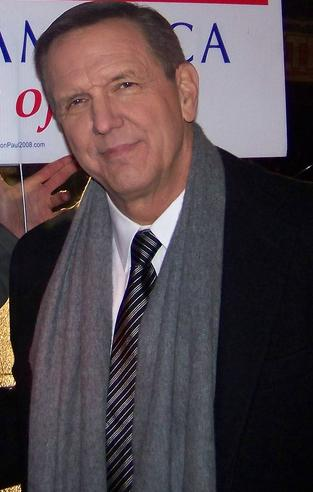
チャールズ・ギブソン

チャールズ・ギブソン（英名:Charles "Charlie" deWolf Gibson　1943年3月9日 - ）はアメリカ合衆国出身のジャーナリスト。ABCの看板番組『ワールド・ニュース・ウィズ・チャールズ・ギブソン』のアンカーを務めていた。2009年12月18日をもって退職により同番組から降板した。

## 概要
1987年より、ABCのGood Morning Americaで共同アンカーを通算19年間務めた。2006年からは、ABCの看板番組『ワールド・ニュース・ウィズ・チャールズ・ギブソン』のアンカーを務め、2009年12月18日をもって退職により同番組から降板した。

## 経歴
イリノイ州エバンストン生まれ。12歳の時にワシントンD.C.に移り、有名私立校「Sidwell Friends Schoolに進んだ。プリンストン大学を在学中、大学ラジオ局のディレクターをしていた。当初は法律専攻を予定していたが、大学時代の成績が最高水準の法科大学院（ロースクール）に入るには足りなかったため、1966年にラジオ局「RKO Radio Network」にプロデューサーとして入社。その後、米国沿岸警備隊、WLVA（現WEST-TV）、XMAL-TV（現WJLA）などを経て、ABCに転職。

## 家庭
妻Arleneは元教師であり、中学校の校長などを務めていた。JessicaとKatherineという2人の娘がいる。2006年3月14日、Jessicaが出産し初孫を持った。